# Harpagophora attenuata
Harpagophora attenuata är en mångfotingart som först beskrevs av Brandt 1841.  Harpagophora attenuata ingår i släktet Harpagophora och familjen Harpagophoridae. Inga underarter finns listade i Catalogue of Life.